# 한국소믈리에협회
한국소믈리에협회는 한국 전통주, 국내외 와인 (이하, 와인으로 총칭)과 국내에서 취급되는 모든 식․음료 보급의 대중화와 전문화된 서비스를 통한 전문 소믈리에로서 와인 문화의 정착 및 발전을 위하여 회원 상호간의 공동 연구와 친목을 도모하고, 이를 수행할 수 있는 인재를 양성, 개발하며 와인에 관련된 사회 전반적인 사업에 참여하고 국내외 홍보를 위해 이바지함을 목적으로 2008년 9월 11일 설립된 사단법인이다. 사무실은 서울특별시 구로구 가마산로 279,902호에 있다.

## 주요 사업
- 국내에서 취급되는 모든 식·음료 보급의 건전한 질서 확립을 위한 주류점 및 음식점 컨설팅 지원 사업
- 소비자 기호에 맞는 국내외 와인에 관한 연구 및 교육자료 개발, 세미나 정기 개최
- 국산 와인의 홍보 및 대중화를 위한 국내외 식품박람회 참가, 전시 판매전 등 개최
- 국외 소믈리에 협회들과의 교류를 통한 국산 식음료 및 와인 홍보
- 국산 와인 양조에 대한 관능검사를 통한 국내외 회원 간 상호교류 촉진
- 와인, 식품, 음료 등 전반적인 서비스에 관한 출판 사업
- 기타 본회의 발전에 필요한 사업

## 연혁
- 1988년 4월 23일 : 대한민국 소믈리에협회 창립준비위 발족
- 1990년 6월 13일 : 대한민국 소믈리에협회 창립총회 - 초대회장 서한정, 부회장 김희수, 총무 한태호,회계감사 김진국, 한효숙 선임
- 1993년 10월 31일 : 소믈리에협회 회원 가족 상견례
- 1994년 1월 1일 : 한국소믈리에협회로 공식명칭변경 및 1차 정관 개정
- 1996년 11월 15일 : 제1회 한국우수소믈리에선발대회 개최
- 1997년 6월 11일 : 한국소믈리에협회 발전을 위한 모임 발족
- 1997년 10월 : 국제소믈리에대회 한국대표 첫출전
- 1998년 11월 18일 : 한국소믈리에협회 제8차 정기총회 - 제5대 협회장 서한정 취임 및 임원진 선출
- 1999년 4월 28일 : 관광대학생을 위한 세미나 개최
- 1999년 5월 4일 : 일반인들을 위한 전국순회세미나
- 1999년 6월 25일 : 제1차 협회 하계야외 와인연수
- 1999년 9월 : 관광대학생을 위한 세미나 개최
- 1999년 10월 :	일반인을 위한 전국순회세미나
- 1999년 11월 25일 : 한국소믈리에협회 제9차 정기총회
- 2000년 1월 19일 : 2000년 신년회 및 총회
- 2000년 2월 10일 : 협회 업무표창 및 주요고유업무 특허등록 완료
- 2000년 3월 15일 : 제64차 정기 월례회의
- 2000년 5월 25일 : 제2차 협회 하계야외 와인연수
- 2000년 6월 1일 : 한국소믈리에협회 홈페이지 오픈
- 2003년 12월 15일 : 한국소믈리에협회 홈페이지 리뉴얼

## 같이 보기
- 소믈리에